# Nosher Powell
Frederick "Nosher" Powell, spesso citato anche come Nosher Powell, Freddie Powell, Frederick Powell e Fred Powell, (Camberwell, 15 agosto 1928 – Londra, 20 aprile 2013), è stato un attore, stuntman e pugile britannico.

## Biografia
Suo fratello minore, Dinny Powell (nato Dennis Powell, 1931, Camberwell) seguì la sua stessa carriera di attore e stuntman così come i suoi figli Greg Powell e Gary Powell.
Powell ha avuto una prolifica carriera come stuntman e attore, sia pure come caratterista. Nel 1969 interpretò il ruolo di Lord Dorking in Randall and Hopkirk (Deceased).
Inoltre, Powell è stato un peso massimo di pugilato che ha combattuto, come sparring partner, con campioni del mondo come Joe Louis, Sugar Ray Robinson e Muhammad Ali, tra gli altri. L'ultimo incontro della sua carriera fu contro Menzies Johnson. Nosher vinse ai punti in otto riprese.
Secondo quanto scritto nella sua autobiografia, Nosher disputò 78 combattimenti: 51 da professionista, con nove sconfitte, anche se mai per KO. Secondo Boxrec.com, perse 17 volte da professionista, di cui 19 volte per KO, due per KO tecnico e 5 ai punti.
Fu anche guardia del corpo per diverse celebrità come Jean Paul Getty e Sammy Davis Jr..
Morì nel suo letto il 20 aprile 2013.  La notizia venne riportata dal sito ufficiale di Nosher Powell.

## Filmografia
- Oliver Twist (1948)
- There Is Another Sun (1951)
- Emergency Call (1952)
- Demetrius and the Gladiators (1954)
- Violent Playground (1958)
- The Road to Hong Kong (1962)
- A Shot in the Dark (1964)
- A Fistful of Dollars (1964)
- Those Magnificent Men in Their Flying Machines (1965)
- Circus of Fear (1966)
- Oliver! (1968)
- On the Buses (1971)
- Nearest and Dearest (1972)
- Love Thy Neighbour (1973)
- Brannigan (1975)
- Victor Victoria (1982)
- Krull (1983)
- Eat the Rich (1987)
- Willow (1988)
- Legionnaire (1998)